# Kathy Acker
Kathy Acker (18 de abril de 1947 [disputada] - 30 de novembro de 1997) foi uma romancista experimental, dramaturga, ensaísta e escritora pós-modernista estadunindense. Ela é conhecida por sua escrita transgressora, que tratava de temas como traumas de infância, sexualidade e rebelião. Ela foi influenciada pelos poetas da Black Mountain School, David Antin, Carolee Schneeman, Eleanor Antin, teoria crítica francesa, misticismo e pornografia, bem como pela literatura clássica.

## Produção literária
Acker foi associada ao movimento punk de Nova York do final dos anos 1970 e início dos anos 1980. A estética punk influenciou fortemente seu estilo literário. Os romances de Acker contêm características que eventualmente seriam consideradas como pós-modernistas. Seu polêmico corpo de trabalho baseia-se fortemente nos estilos experimentais de escritores como William S. Burroughs e Marguerite Duras. Suas estratégias de escrita às vezes usavam formas de pastiche e empregavam a técnica de corte de Burroughs, de cortar e embaralhar passagens e frases em um remix um tanto aleatório. Acker definiu sua escrita como uma tradição europeia de Nouveau Roman. Em seus textos, ela combina elementos biográficos, poder, sexo e violência. Críticos comparam frequentemente a sua escrita com a de escritores franceses como Alain Robbe-Grillet e Jean Genet. Eles também notaram ligações com Gertrude Stein e com as fotógrafas Cindy Sherman e Sherrie Levine . Os romances de Acker também exibem um fascínio e uma dívida com  tatuagens. Ela dedicou Empire of the Senseless ao seu tatuador.
Acker publicou seu primeiro livro, Política, em 1972. Embora a coleção de poemas e ensaios não tenha inicialmente atraído muita atenção da crítica ou do público, ela estabeleceu sua reputação na cena punk de Nova York. Em 1973, ela publicou seu primeiro romance (sob o pseudônimo Black Tarantula ), The Childlike Life of the Black Tarantula: Some Lives of Murderesses . No ano seguinte, ela publicou seu segundo romance, I Dreamed I Was a Nymphomaniac: Imagining . Ambas as obras foram reimpressas em Portrait of an Eye .
Em 1979, ela recebeu atenção do público depois de ganhar o Prêmio Pushcart por seu conto "New York City in 1979". Ela não recebeu aclamação da crítica, entretanto, até publicar Grandes Esperanças em 1982. A abertura de Grandes Esperanças é uma reescrita da obra homônima de Charles Dickens . O romance apresenta seus temas habituais, incluindo um relato semiautobiográfico do suicídio de sua mãe e a apropriação de vários outros textos, incluindo o violento e sexualmente explícito "Eden Eden Eden" de Pierre Guyotat . Nesse mesmo ano, Acker publicou um livrinho intitulado Olá, sou Erica Jong . Ela se apropriou das obras de vários escritores influentes, incluindo Charles Dickens, Nathaniel Hawthorne, John Keats, William Faulkner, TS Eliot, as irmãs Brontë, o Marquês de Sade, Georges Bataille e Arthur Rimbaud.
Em 1984, a primeira publicação britânica de Acker, o romance Blood and Guts in High School, foi publicado logo após sua publicação em Nova York. Nesse mesmo ano, ela assinou contrato com a Grove Press, uma das lendárias editoras independentes comprometidas com escrita controversa e de vanguarda. A maior parte de seu trabalho foi publicada por eles, que também reeditaram seus trabalhos anteriores. À medida que se aproximava do fim da vida, seu trabalho foi mais bem recebido pela imprensa convencional; por exemplo, o jornal inglês The Guardian publicou vários de seus ensaios, entrevistas e artigos, entre eles uma entrevista com as Spice Girls. In Memoriam to Identity chama a atenção para análises populares da vida de Rimbaud e de O Som e a Fúria, construindo sua identidade social e literária. Embora conhecida no mundo literário por criar um estilo totalmente novo de prosa feminista e por sua ficção transgressora, ela também foi um ícone punk e feminista por seus retratos devotados de subculturas, mulheres obstinadas e violência.

## Reputação póstuma
Uma coleção de ensaios sobre o trabalho de Acker, intitulada Lust for Life: On the Writings of Kathy Acker, foi publicada pela Verso em 2006 e inclui ensaios de vários escritores contemporâneos. Em 2009, foi finalmente publicada a primeira coleção de ensaios com foco no estudo acadêmico de Acker, Kathy Acker e Transnacionalismo . Em 2015, a editoraSemiotext(e) publicou I'm Very Into You, um livro com a correspondência por e-mail de Acker com o teórico da mídia McKenzie Wark, editado por Matias Viegener, seu executor e chefe do Kathy Acker Literary Trust. Sua biblioteca pessoal está localizada em uma sala de leitura da Universidade de Colônia, na Alemanha, e seus artigos estão divididos entre a NYU e a Biblioteca de Livros Raros e Manuscritos da Universidade Duke. Um conjunto limitado de suas leituras e discussões gravadas de suas obras existe no arquivo de coleções especiais da Universidade da Califórnia, em San Diego.